# Deutscher Klassiker Verlag
Der Deutsche Klassiker Verlag wurde am 1. Juli 1981 als Tochter des Insel Verlags von Siegfried Unseld gegründet. Die Verlagsleitung lag bei Gottfried Honnefelder, dem Lektorat stand Wolfgang Kaußen vor.
Der Verlag sollte Werkausgaben und Epochensammlungen klassischer deutscher Literatur vom Mittelalter bis ins 20. Jahrhundert edieren. Besonders hervorzuheben sind die 40-bändige Goethe-Edition und die 12-bändige Schiller-Edition. Alle Bände enthalten einen ausführlichen Kommentar, der 30 bis 40 Prozent des Gesamtumfangs ausmacht. Zwischen 1985 und 2013 erschien hier die Bibliothek deutscher Klassiker.
Für die typographische Einrichtung und die Ausstattung der Bände zeichnete Rolf Staudt verantwortlich. Die Bände wurden in blauem Leinen und rotem Leder aufgebunden. Die Leinenbände lagen in sechs, entsprechend der Entstehungszeit der Titel aufeinander abgestimmten Blautönen vor und wurden auf ein eigens für die Bibliothek entwickeltes alterungsbeständiges Dünndruckpapier (Persia K) gedruckt.
Seit Oktober 2005 erschien die Reihe Deutscher Klassiker Verlag im Taschenbuch, die nach 52 Bänden abgeschlossen wurde.